# سیسیلیا اهرن
سیسیلیا اهرن (به انگلیسی: Cecelia Ahern) ‏ (۳۰ سپتامبر ۱۹۸۰ در دوبلین) رمان‌نویس اهل جمهوری ایرلند است.

## زندگینامه
او فرزند برتی اهرن، سیاستمدار سرشناس ایرلندی است.
او نویسندگی را از سال ۲۰۰۱ و در ۲۱ سالگی با نوشتن رمان به راستی دوستت دارم آغاز کرد. این کتاب در سال ۲۰۰۴ چاپ شد، به موفقیت تجاری خوبی دست یافت و در ایرلند، بریتانیا و آمریکا پرفروش شد.
در سال ۲۰۰۷ نیز فیلم «پی‌نوشت: دوستت دارم» با بازی هیلاری سوانک و جرارد باتلر از روی این کتاب ساخته شد.

کتاب دوم او نیز با عنوان جایی که رنگین‌کمان به پایان می‌رسد در سال ۲۰۰۵ جایزه‌ی کورین را در آلمان از آن خود کرد و در سال ۲۰۱۴ فیلمی با اقتباس از این داستان نیز ساخته شد.

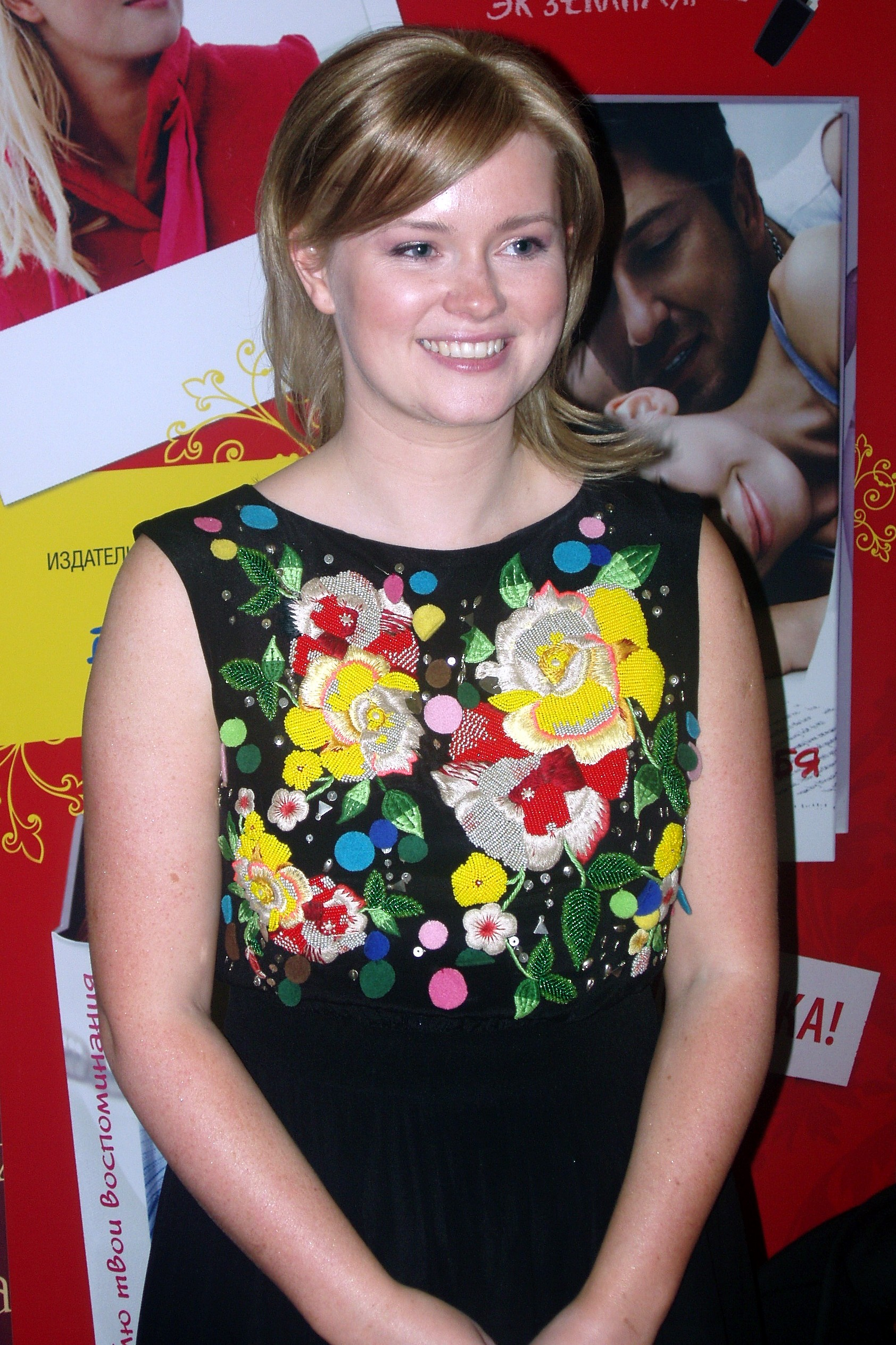
سیسیلیا اهرن در مسکو (۲۰۰۹)